# (26854) 1992 WB
(26854) 1992 WB est un astéroïde de la ceinture principale d'astéroïdes découvert en 1992.

## Description
(26854) 1992 WB a été découvert le 16 novembre 1992 à Kushiro (Japon) par Seiji Ueda et Hiroshi Kaneda.

### Caractéristiques orbitales
L'orbite de cet astéroïde est caractérisée par un demi-grand axe de 2,68 UA, un périhélie de 2,41 UA, une excentricité de 0,10 et une inclinaison de 9,85° par rapport à l'écliptique. Du fait de ces caractéristiques, à savoir un demi-grand axe compris entre 2 et 3,2 UA et un périhélie supérieur à 1,666 UA, il est classé, selon la JPL Small-Body Database, comme objet de la ceinture principale d'astéroïdes.

### Caractéristiques physiques
(26854) 1992 WB a une magnitude absolue (H) de 13,0 et un albédo estimé à 0,507.